# Pozlovice
Pozlovice (německy Poslowitz) jsou městys ve Zlínském kraji, v okrese Zlín. Žije zde přibližně 1 400 obyvatel.
Pozlovice leží asi 2 kilometry severně od Luhačovic. Na východě hraničí s katastry obcí Dolní Lhota a Petrůvka, na západě s Ludkovicemi, Řetechovem a osadou Pradlisko, na jihu s Luhačovicemi a na severu s Horní Lhotou a Podhradím.

## Název
Název obce je odvozen od slova pozl, pozel, které je vytvořeno stupňovací partikuly po ke slovu zlý, tedy ves lidí Pozlových. Největší historickou památkou obce je kostel svatého Martina. Typický pro zdejší krajinu je přechod mezi kopcovitým Valašskem a rovinatým Slováckem. V roce 2001 byly Pozlovice zařazeny na seznam lázeňských míst.

## Historie
Historie Pozlovic sahá až do roku 1287, kdy jsou poprvé připomínány, ovšem pod názvem Pozlovicensem. V tomto roce nechal postavil vladyka Soběhrd kostel s farou a pravděpodobně i školu. Další písemná zpráva pochází z roku 1412, kdy Pozlovice patřily Elišce ze Šternberka, která vlastnila i gotický hrad Starý Světlov, jenž byl postaven za vlády Přemyslovců a tyčil se na kopci v lesích poblíž Pozlovic. V té době byl název vesnice Pozlowicz. Za husitských válek (po smrti katolického majitele světlovského panství Jaroslava ze Šternberku) byl zrenovovaný kostel i fara v držení kališnických kněží. V průběhu 16. století působila v Pozlovicích duchovní správa novoutrakvistická (kališnická) s tendencí k luteranismu (k roku 1582 je připomínán farář Jan Kryšpín Vodňanský).
Rok 1629 byl pro Pozlovice významný tím, že světlovské panství přešlo do vlastnictví rodiny hrabat Sereyiů. Roku 1633 byla obnovena katolická duchovní správa a od roku 1641 jsou dochovány nejstarší matriky pozlovské farnosti. Dřevěný kostel se roku 1642 rozebral a na jeho místě byl postaven nový kostel z kamene, jehož stavbu zařídil hrabě Pavel Serenyi. Po nájezdech Tatarů a Turků roku 1663 byla vesnice nepatrně poškozena, avšak kostel i fara musely být znovu zrekonstruovány. Další nájezdy v listopadu v roce 1704 maďarských Kuruců měly pro Pozlovice hrůzný dopad, byly totiž vypáleny a lidé uprchli z vesnice do hor, kde se ukrývali do doby odchodu nájezdníků. Po návratu do vsi se sedláci nezalekli zanechané spouště a začali s novou výstavbou. Fara i kostel byly nově postaveny v barokním stylu roku 1757 s erbem hraběte Adama Serenyiho nad vchodem. Na jeho prosbu povýšila roku 1758 Pozlovice Marie Terezie na městečko s právem pořádat výroční trhy. V kostele dodnes najdeme varhany pořízené v letech 1790 – 1798, ovšem nyní již renovované. Kostel je obklopen starým hřbitovem a pod pravou kaplí lze zhlédnout hrobku posledních příslušníků rodu Serenyiů. V roce 1906 byl založen sbor dobrovolných hasičů Pozlovice, který funguje dodnes. Od 23. dubna 2008 byl obci obnoven status městyse.

## Geografie

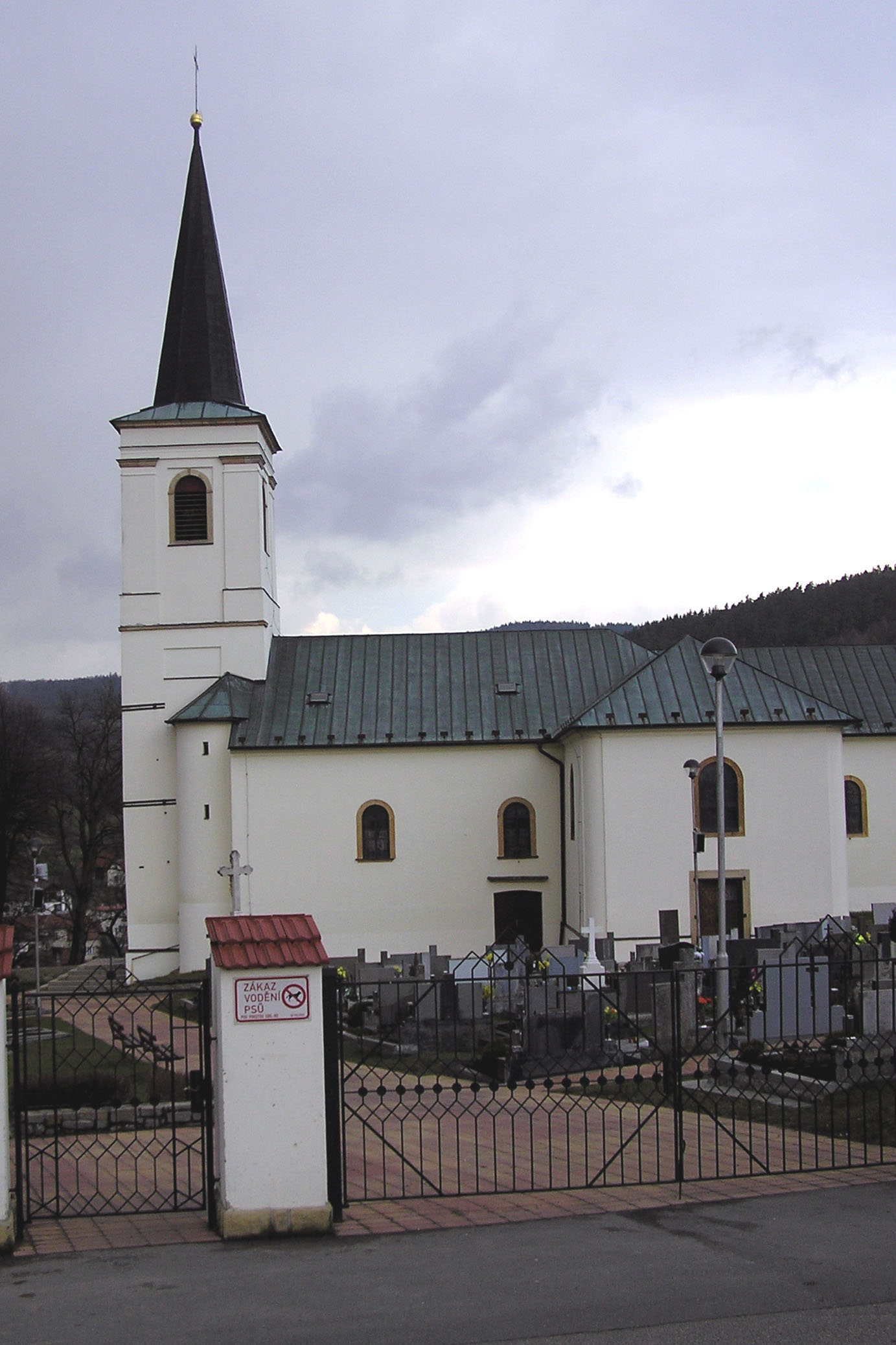
Kostel sv. Martina

Pozlovice se nacházejí chráněné krajinné oblasti Bílé Karpaty. V jejích katastru se rozkládá údolní přehradní nádrž Luhačovická přehrada, zvaná také Pozlovická přehrada, jejímž prvotním úkolem bylo zamezení povodním a která je dnes využívána k rekreačním účelům.
Krajinu tvoří kopcovitý terén s mnoha lesy, obdělávanými poli, pastvinami a loukami. Z hornin zde převládají pískovce. Pozlovice leží v údolí (298–302 m), kterým protéká Pozlovický potok, jenž svádí vodu z okolních kopců a vlévá se v Luhačovicích do říčky Šťávnice. Okolí Pozlovic je také bohaté na minerální prameny, ať už jsou to známé luhačovické minerální prameny nebo studánky v lesích (např. studánka Sojsinka, sirný pramen Sirčena). Nejvyšším kopcem na území obce je Obětová (511 m).

## Fauna a flóra
Smíšené lesy jsou zde tvořeny především bukovou, habrovou, dubovou, borovicovou a smrkovou vegetací. Na krajích lesů nalezneme husté porosty keřů šípku a hlohu. V lesích dozrávají v letním období řady plodů borůvek, lesních jahod, ostružin. Faunu zastupuje převážně lesní a polní zvěř např.: srnci, lišky, veverky, divočáci, jezevci, kuny, zajíci a z ptáků jsou to hlavně káňata, sojky, sovy obecné, koroptve, bažanti a zpěvné ptactvo, ale můžeme narazit i na plazy. V přehradní nádrži žijí převážně kapři, štiky, sumci a tolstolobiti. Vyskytuje se zde mnoho chráněných rostlin a živočichů jako např. jeřáb oskeruše, petrklíč jarní, aj.; z živočichů: žáby, křepelky, mlok skvrnitý, aj.

## Ekonomika
Část obyvatel je zaměstnána v místních rekreačních střediscích a ostatní dojíždí za prací do Luhačovic a okolí. Hlavním zdrojem příjmů obce je rekreační a turistický ruch. Velkou zásluhu na tom mají lázně Luhačovice, přehradní nádrž a atraktivní krajina. Zemědělství je zaměřeno na pastevecký chov skotu a také pěstování brambor, kukuřice, pícnin a jen okrajově nenáročných obilnin. V malých sadech, které jsou roztroušeny při okrajích lesů, se pěstují hrušky, jablka, trnky a v menší míře třešně.
V městysu fungují veřejné stavby, jako je obecní úřad, kostel, základní škola prvního stupně, mateřská škola, knihovna, internetová učebna, hasičská zbrojnice, tělocvična, pošta a několik obchodů. Celá obec je vybavena kanalizací, vodovodem a je plynofikována. Většina domů využívá taktéž místní kabelovou televizi s aktuálními informacemi o dění v obci a jejím okolí. Na okraji obce stojí „ekodvůr“, který slouží jako ekologická skládka. Pozlovicím však chybí čistírna odpadních vod, a tak se odpadní voda odvádí až do Luhačovic, kde se čistí.

## Kultura a sport
Kulturní a sportovní činnost v Pozlovicích má dobré podmínky a spoustu nadšených příznivců. SK Pozlovice vlastní fotbalové hřiště, na kterém se odehrávají zápasy fotbalistů všech věkových kategorií. Toto hřiště zároveň slouží i k pořádání různých akcí pro veřejnost, jako jsou např.: hasičské závody, školní akademie a též taneční zábavy v letních měsících. Místní tělocvičnu kromě žáků základní školy využívají ve svém volném čase ke cvičení i starší dorost, muži a ženy. V zimních měsících tělocvična slouží zároveň jako sál pro pořádání různých kulturních aktivit: plesů, besed, divadelních představení a zábav. Mezi oblíbené činnosti mládeže i některých starších obyvatel patří vyjížďky na koních. Další možností pro sportování je využití koupání v přehradě nebo v krytých bazénech hotelů.

## Partnerská města
- Rajecké Teplice, Slovensko